# 1970
| 1970                                                                     |
| ------------------------------------------------------------------------ |
| Dødsfald - Fødsler                                                       |
| • Begivenheder • Film • Litteratur • Musik • Politik • Sport • Videnskab |

| Gregoriansk kalender | 1970 MCMLXX             |
| Ab urbe condita      | 2723                    |
| Armensk kalender     | 1419 ԹՎ ՌՆԺԹ            |
| Kinesiske kalender   | 4666 – 4667 己酉 – 庚戌 |
| Etiopisk kalender    | 1962 – 1963             |
| Jødisk kalender      | 5730 – 5731             |
| Hindukalendere       |                         |
| - Vikram Samvat      | 2025 – 2026             |
| - Shaka Samvat       | 1892 – 1893             |
| - Kali Yuga          | 5071 – 5072             |
| Iransk kalender      | 1348 – 1349             |
| Islamisk kalender    | 1390 – 1391             |

Konge i Danmark: Frederik 9. 1947-1972
Se også 1970 (tal)

## Begivenheder

### Januar
- 1. januar – Kildeskatten indføres.
- 14. januar – Som den første danske forfatter får Klaus Rifbjerg Nordisk Råds Litteraturpris på 50.000 kr.
- 14. januar – Diana Ross optræder for sidste gang med sangsildene The Supremes.
- 15. januar – efter 32 måneders kamp for uafhængighed af Nigeria overgiver Biafra sig.

### Februar
- 11. februar – John Lennon betaler en bøde på £1.344 for 96 personer som protesterede imod, at det sydafrikanske rugby hold spiller i Skotland.
- 11. februar – Japan bliver det fjerde land, som opsender en satellit i kredsløb om jorden.

### Marts
- 1. marts – Rhodesia opnår fuld uafhængighed af den britiske krone og erklærer sig selv for en raceopdelt republik.
- 3. marts – der afholdes kommunal- og amtsrådsvalg i Danmark. Valget skulle afgøre hvem så skulle ind i de nye kommunale byråd og amtsråd den 1. april hvor Kommunalreformen trådte i kraft
- 5. marts - Traktaten om ikke-spredning af kernevåben træder i kraft
- 17. marts - en amerikansk general og 13 andre officerer anklages for pligtforsømmelse i forbindelse med My Lai-massakren dagen forinden
- 19. marts – Lynge-Broby IF etableres ved en sammenlægning af Broby Skytteforening og Lynge Gymnastikforening.
- 21. marts – Irland vinder årets udgave af Eurovision Song Contest, som blev afholdt i Amsterdam, Holland, med sangen "All Kinds of Everything" af Dana
- 24. marts - Finland siger nej til Nordek
- 31. marts – Explorer I vender tilbage til jorden efter 12 år i kredsløb.

### April
- 1. april – Kommunalreformen reducerer antallet af kommuner i Danmark til 277, og antallet af amter til 14
- 13. april - rumfartøjet Apollo 13 har en eksplosion om bord på sin tur til månen
- 13. april - Kristeligt Folkeparti stiftes bl.a. i protest mod blandt andet fri abort
- 15. april - under Apollo 13’s færd til Månen befinder besætningen bestående af James Lovell, Fred Wallace Hace og John L. Swigert sig 254 km over Månens overflade - eller 400.187 km fra Jorden. Det er det længste nogen mennesker har befundet sig fra Jorden (1997)
- 17. april - Apollo 13 vender tilbage til jorden på trods af eksplosion om bord
- 18. april - for sidste gang går danske skolebørn i skole på en lørdag

### Maj
- 1. maj – amerikanske styrker invaderer Cambodia.
- 4. maj – fire studenter på Kent State University i Ohio dræbes af nationalgarden under en demonstration mod amerikansk invasion i Cambodia
- 16. maj - Der er tv-premiere på Huset på Christianshavn
- 21. maj - Folketinget beslutter at oprette et universitet i Roskilde

### Juni
- 21. juni - Brasilien vinder VM i fodbold for tredje gang, ved i finalen i Mexico City at besejre Italien med 4-1 og får derfor Jules Rimet-pokalen til evig eje
- 26. juni - Alexander Dubcek, tidligere kommunistisk partileder i Tjekkoslovakiet, udstødes af partiet
- 29. juni - efter små to måneder med voldsomme kampe i Cambodia, trækker præsident Nixon atter de amerikanske tropper ud af landet

### Juli
- 4. juli - Thy sommerlejren åbner for første gang
- 6. juli – Som en del af ungdomsoprøret, sad kulturpersonligheder på Kulturministeriets trappe og røg hash
- 21. juli - Efter 11 års arbejde står Aswandæmningen i Egypten færdig.

### August
- 16. august - Faxe Bryggeri sender som det første danske bryggeri en fadøl på dåse på markedet og får stor succes
- 31. august - Hjardemål Kirke i Thy bliver besat af aktivister fra Frøstruplejren

### September
- 4. september - balletstjernen Natalia Makarova flygter til Vesten, mens hun er på turne med Kirov Balletten
- 4. september - Salvador Allende vælges til Chiles præsident.
- 6. september - palæstinensere kaprer tre rutefly og bringer dem til landing i Jordans ørken. 300 er taget til gidsler
- 9. september - Palæstinensere, heriblandt Leila Khaled, forsøger at kapre et El Al fly, men overmandes af sikkerhedsvagter. Tre andre kapringer lykkedes dog og flyene flyves til Dawson's Field i Jordan
- 12. september - de tre kaprede fly i Jordans ørken bringes til sprængning. Flyene er tomme på dette tidspunkt
- 17. september - krig i Jordan med Arafats guerillastyrker, som fordrives til andre lande i Mellemøsten
- 20. september - Sverige afholder Riksdagsvalg til Rigsdagen
- 22. september - Verdensbanken afholder sin årlige kongres i København og det kommer til voldsomme uroligheder mellem politi og demonstranter
- 22. september - Jordans hovedstad Amman bliver stærkt beskadiget under borgerkrigen mellem kong Husseins styrker og de palæstinensiske befrielsesbevægelser

### Oktober
- oktober – Front de libération du Québec (FLQ) kidnapper James Cross og myrder Pierre Laporte. Hermed opstår Quebecs Oktoberkrise
- 7. oktober - det danske justitsministerium afviser et Interpol-ønske om at stoppe den danske eksport af porno. Pornoeksporten indbringer årligt omkring 200 millioner kr.
- 9. oktober - i Cambodia udråber De Røde Khmerer den khmeriske republik
- 10. oktober - Fiji opnår uafhængighed.
- 12. oktober – Løjtnant William Calley stilles for en krigsret for massakren på 102 civile vietnamesere i landsbyen My Lai i 1968
- 13. oktober - Canada og Kina etablerer diplomatiske forbindelser
- 21. oktober – Den nye Lillebæltsbro indvies. Indvielsen har for inden været omgivet af en mindre skandale, da minister for offentlige anliggender(trafikminister) Ove Guldberg ikke mente at kongen skulle stå for at klippe den røde snor over. Det ville trafikministeren selv gøre. Den folkelige reaktion var overvæltende og Guldberg droppede planen. Lillebæltsbroen blev bygget på fem år og banede vejen for at hovedvej 1 blev til E66(E20) og samtidig kunne aflaste den gamle Lillebæltsbro

### November
- 1. november - 142 unge omkommer, da der udbryder brand i et danseetablissement i den franske by Saint-Laurent-du-Pont
- 3. november - Marxisten Salvador Allende tiltræder som præsident i Chile
- 9. november - Danmarks sidste traditionelle folketælling finder sted.[1]
- 12. november - Tronfølgeren, Prinsesse Margrethe indvier Forhistorisk Museum på Moesgård ved Århus
- 12-13. november - omkring 1 million mennesker omkommer ved en tyfon, der rammer flere øer i Ganges-deltaet i Bangladesh
- 17. november - det første køretøj nogensinde landsættes på Månen. Køretøjet - det russiske 8-hjulede "Lunokhod 1" - er blevet bragt til Månen med rumsonden "Luna17" og bliver (ubemandet) fjernstyret fra Jorden. På den første månedag kører "Lunokhod 1" 200 meter - de næste 3 dage godt 3.600 meter. I alt når køretøjet at tilbagelægge 10,54 km, inden det holder op med at fungere den 4. oktober 1971
- 20. november - efter tidligere på året at have anerkendt Oder-Neisse-linjen som foreløbig grænse mellem Østtyskland (DDR) og Polen skriver Vesttyskland (BRD) og Polen under på ratifikationen. Underskrivelsen finder sted samtidigt i Bonn og Warszawa
- 26. november - i løbet af ét minut falder der 38,1 mm regn i Basse Terre i Guadeloupe, hvilket anses for at være det kraftigste regnskyl, der nogensinde er registreret.

### December
- 18. december – Italien legaliserer skilsmisse.

## Født

### Januar
- 4. januar - Hamida Barmaki, afghansk juraprofessor og menneskerettighedsaktivist. (død 2011).
- 12. januar – Zack de la Rocha, amerikansk sanger, og aktivist (Bedst kendt fra Rage Against The Machine)
- 13. januar – Marco Pantani, professionel cykelrytter fra Italien. (død 2004).
- 15. januar – Sine Bundgaard, dansk operasangerinde.
- 22. januar – Amin Jensen, dansk skuespiller og stand-up komiker.
- 31. januar – Minnie Driver, engelsk skuespillerinde.

### Februar
- 3. februar – Warwick Davis, britisk skuespiller
- 14. februar – Giuseppe Guerini, italiensk cykelrytter.

### Marts
- 28. marts – Vince Vaughn, amerikansk skuespiller
- 31. marts – Kent Nikolajsen, dansk journalist (død 2019).

### April
- 4. april – Barry Pepper, canadisk-amerikansk skuespiller.
- 7. april – Leif Ove Andsnes, norsk pianist.
- 20. april – Shemar Moore, amerikansk skuespiller
- 26. april – Melania Trump, slovensk model, Donald Trumps hustru og USA's førstedame
- 29. april – Andre Agassi, amerikansk tennisspiller.
- 29. april – Uma Thurman, amerikansk skuespillerinde.

### Maj
- 5. maj – Judith Hermann, tysk forfatter.
- 18. maj – Tina Fey, amerikansk skuespiller, forfatter og komiker.
- 22. maj – Naomi Campbell, britisk fotomodel, sanger, forfatter og skuespiller
- 25. maj – Martin Thorborg, dansk iværksætter og foredragsholder.
- 25. maj – Octavia Spencer, amerikansk skuespillerinde.

### Juni
- 12. juni – Natasja Crone, dansk tv-vært og journalist.
- 14. juni – Therese Glahn, dansk skuespillerinde, sangerinde og koreograf.
- 26. juni – Chris O'Donnell, amerikansk skuespiller.

### Juli
- 11. juli – Frederik Fetterlein, dansk tennisspiller.
- 13. juli – Jon Larsen, dansk trommeslager i heavy metalbandet Volbeat.
- 27. juli – Nikolaj Coster-Waldau, dansk skuespiller.
- 29. juli – Kamal Qureshi, dansk læge og politiker.

### August
- 3. august – Jesper Møller Sørensen, dansk politolog og diplomat.
- 5. august – Simon Monjack, engelsk filminstruktør (død 2010).
- 23. august – River Phoenix, amerikansk skuespiller (død 1993).
- 26. august – Melissa McCarthy, amerikansk skuespillerinde.
- 28. august – Berit Brogaard, dansk-amerikansk filosof.
- 31. august – Debbie Gibson, amerikansk sangerinde og skuespillerinde.

### September
- 18. september – Aisha Tyler, amerikansk skuespillerinde.
- 28. september – Kimiko Date-Krumm, japansk tennisspiller.
- 30. september – Tony Hale, amerikansk skuespiller.

### Oktober
- 8. oktober – Sadiq Khan, britisk politiker.
- 8. oktober – Matt Damon, amerikansk manuskriptforfatter og skuespiller.
- 20. oktober – Patrick Murphy, irsk musiker.

### November
- 6. november – Ethan Hawke, amerikansk filmskuespiller.
- 9. november – Jacob Hansen, dansk sanger, guitarist og musikproducer.
- 16. november - Pernille Boye Koch, dansk jurist og tidligere politiker.

### December
- 1. december – Sarah Silverman, amerikansk skuespillerinde, komiker og sangerinde.
- 12. december – Jennifer Connelly, amerikansk skuespillerinde.

## Dødsfald

### Januar
- 5. januar – Max Born, tysk fysiker og nobelprismodtager (født 1882).
- 10. januar – Pavel Beljajev, russisk kosmonaut (født 1925).
- 15. januar – Viggo Brodthagen, dansk skuespiller og revydirektør (født 1901).
- 16. januar – Harald Petersen, dansk politiker (født 1893).
- 21. januar – Mogens Brandt, dansk skuespiller og forfatter (født 1909).
- 25. januar - Eiji Tsuburaya, japansk filminstruktør (født 1901).
- 28. januar – Tyge Jesper Rothe, dansk minister og erhvervsmand (født 1877).

### Februar
- 2. februar – Bertrand Russell, walisisk filosof (født 1872).
- 9. februar – Sven Brasch, dansk (plakat)tegner (født 1886).
- 10. februar – Torben Krogh, dansk musik- og teaterhistoriker (født 1895).
- 17. februar – Samuel Josef Agnon, israelsk forfatter og nobelprismodtager (født 1888).
- 18. februar – Inge Hvid-Møller, dansk skuespillerinde (født 1912).
- 20. februar – Carlo Andersen, dansk forfatter (født 1904).

### Marts
- 8. marts – Hans í Mikladali, færøsk kunstmaler (født 1920).
- 15. marts – Arthur Adamov, russisk-fransk forfatter og skuespiller (født 1908).
- 30. marts – Heinrich Brüning, tysk kansler (født 1885).

### April
- 3. april – Bjarne Forchhammer, dansk skuespiller (født 1903).
- 24. april – Arne Sundbo, dansk overretssagfører, politiker og borgmester (født 1886).
- 28. april – Ed Begley, amerikansk filmskuespiller (født 1901).
- 29. april – Sigfride Bille, dansk maler (født 1877).

### Maj
- 12. maj – Irene Benneweis, dansk cirkusdirektør (født 1891).
- 12. maj – Nelly Sachs, tysk/svensk forfatter (født 1891).
- 23. maj – Niels Arp-Nielsen, dansk arkitekt (født 1887).
- 30. maj – Katy Valentin, dansk skuespiller (født 1902).

### Juni
- 6. juni – Kjeld Jacobsen, dansk skuespiller (født 1915).
- 8. juni – Abraham Maslow, amerikansk psykolog, Maslows behovspyramide (født 1908).
- 11. juni - Aleksandr Kerenskij, russisk ministerpræsident (født 1881).
- 21. juni - Sukarno, indonesisk præsident (født 1901).

### Juli
- 7. juli – Peter Larsen, dansk politiker og minister (født 1924).
- 17. juli – Ejnar Jacobsen, dansk musikpædagog, lærer og komponist (født 1897).
- 31. juli – Booker Ervin, amerikansk tenorsaxofonist (født 1930).

### August
- 15. august – Nils Grevillius, svensk violinist, kapelmester og dirigent (født 1893).
- 19. august – Valdemar Skjerning, dansk skuespiller (født 1887).

### September
- 1. september – François Mauriac, fransk forfatter og nobelprismodtager (født 1885).
- 3. september – Vince Lombardi, amerikansk fodbold træner (født 1913).
- 5. september – Jochen Rindt, tysk racerkører (født 1942).
- 18. september – Jimi Hendrix, amerikansk rockmusiker (født 1942).
- 25. september – Erich Maria Remarque, tysk forfatter (født 1898).
- 28. september – Gamal Abdal Nasser, den første egyptiske præsident (født 1918).
- 28. september – John Dos Passos, amerikansk forfatter (født 1896).

### Oktober
- 3. oktober – Oluf Pedersen, dansk politiker og fiskeriminister (født 1891).
- 4. oktober – Janis Joplin, amerikansk blues- og rock and roll-sanger (født 1943).
- 14. oktober – Edvard Brink, dansk komponist og kapelmester (født 1883).

### November
- 3. november – Fleming Lynge, dansk (manuskript)forfatter og direktør (født 1896).
- 9. november – Charles de Gaulle, fransk general og politiker (født 1890).

### December
- 23. december – Troels G. Jørgensen, dansk jurist, højesteretsdommer og retshistoriker (født 1874).
- 31. december – Cyril Scott, engelsk komponist, poet og skribent (født 1879).

## Sport
- 11. januar – Super Bowl IV Kansas City Chiefs (23) besejrer Minnesota Vikings (7).
- 21. juni - Brasilien vinder VM i fodbold for tredje gang ved i finalen i Mexico City at besejre Italien med 4-1 og får derfor Jules Rimet-pokalen til evigt eje.
- 27. august – Bokseren Børge Krogh forsøger at atter at blive europamester i boksning, da han i Valby hallen møder franskmanden René Roque om titlen i let-weltervægt. Krogh opnår uafgjort, men Roque beholder titlen
- 1. november - B 1903 vinder Danmarksmesterskabet i fodbold
- 11. november - i Glasgow taber det danske fodboldlandshold 1-0 til Skotland
- Commonwealth Games afholdes i Edinburgh, United Kingdom

## Nobelprisen
- Fysik – Hannes Olof Gösta Alfvén, Louis Eugène Félix Néel
- Kemi – Luis F. Leloir
- Medicin – Sir Bernard Katz, Ulf von Euler, Julius Axelrod
- Litteratur – Alexander Solsjenitsyn
- Litteratur – Norman E. Borlaug
- Økonomi – Paul Samuelson

## Musik
- Det britiske rockband Queen dannes.
- 8. maj - The Beatles' sidste album Let It Be udkommer
- Irske Dana vinder Eurovision Song Contest med "All Kinds of Everything"
- 10. april - Paul McCartney bryder med The Beatles, hvorved gruppen opløses
- 8. oktober - 4-årige Bo fra Hobro bliver nr. 1 på den danske hitliste med "Jeg har set en negermand" sammen med sin far, mor og fire søskende mellem 13 og 18 år under navnet "Familien Andersen"
- 17. november - Elton John optager denne dag et live-album på radiostationen WABC-FM i New York, USA. Det er første gang nogensinde, en koncert blev sendt live på radioen og samtidig optages til albumudsendelse. Albummet får titlen ”11-17-70”.